# Espagne au Concours Eurovision de la chanson 2007
L'Espagne a participé au Concours Eurovision de la chanson 2007 à Helsinki en Finlande. C'est la 47e participation de l'Espagne au Concours Eurovision de la chanson.
Le pays est représenté par le groupe D'Nash et la chanson I Love You Mi Vida, sélectionnés via une sélection nationale organisée par le diffuseur espagnol TVE.

## Sélection
Le diffuseur TVE choisit l'artiste et la chanson pour représenter l'Espagne au Concours Eurovision de la chanson 2007 au moyen d'une sélection nationale nommé Misión Eurovisión 2007.